# Lew Wasserman

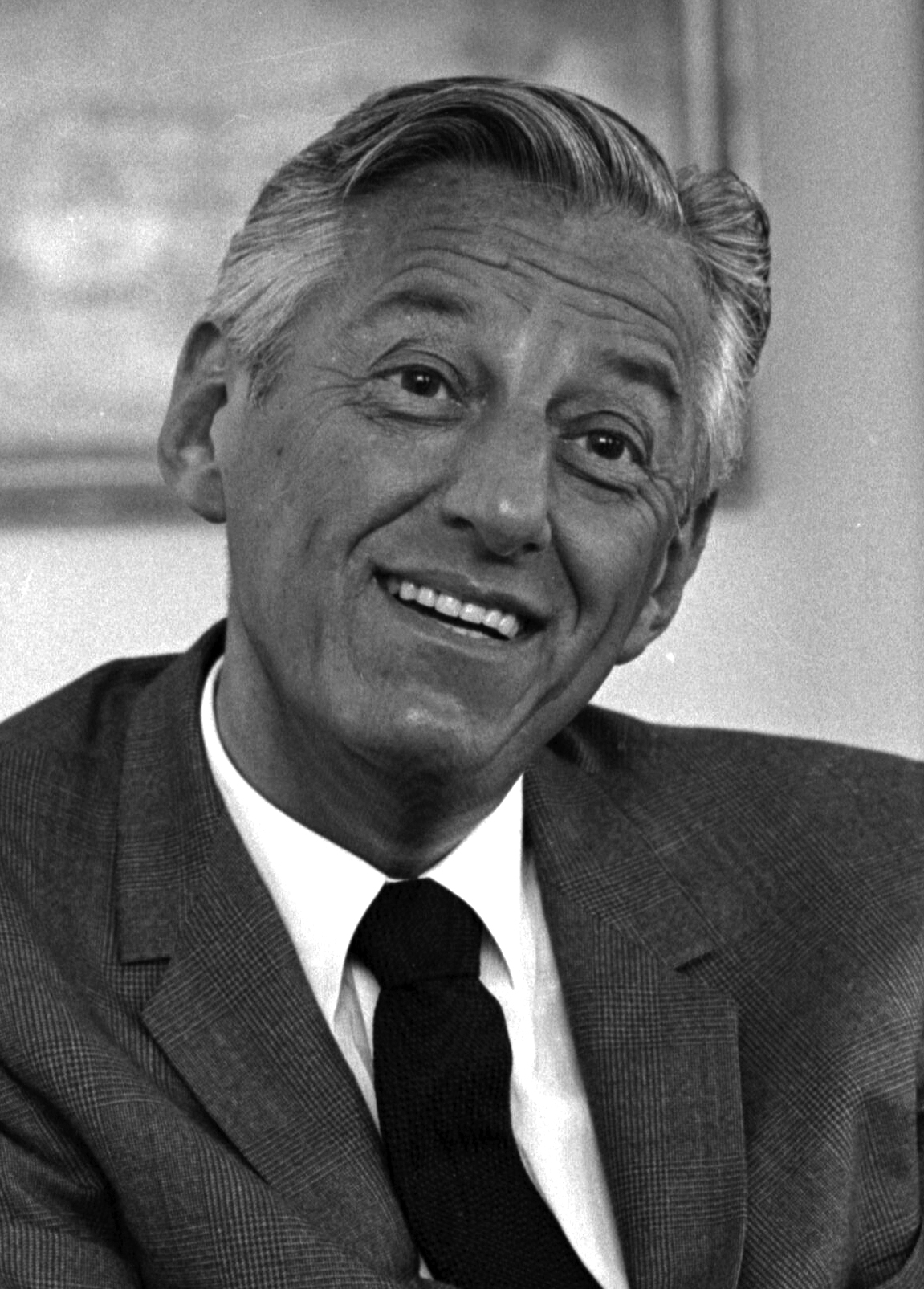
Lew Wasserman (1969)

Lewis Robert „Lew“ Wasserman (* 15. März 1913 in Cleveland, Ohio; † 3. Juni 2002 in Beverly Hills) war Präsident der Schauspieler-Agentur und des späteren Medienkonzerns MCA (Music Corporation of America). Er war über Jahrzehnte einer der mächtigsten Männer Hollywoods.

## Leben
Wasserman, geboren 1913 und Sohn eines jüdisch-russischen Immigranten, war ursprünglich Theater-Platzanweiser. 1940 baute er die MCA zu Hollywoods einflussreichster Schauspieleragentur auf. Die MCA vertrat im Laufe der Jahre u. a. Ronald Reagan, Tony Curtis, Alfred Hitchcock, Billy Wilder, Bette Davis, Henry Fonda, Judy Garland, Fred Astaire, Errol Flynn, Gregory Peck, Gene Kelly und James Stewart. Wasserman war über gut fünf Jahrzehnte hinweg eine der mächtigsten und einflussreichsten Persönlichkeiten in Hollywood und förderte die Karrieren zahlreicher berühmter Schauspieler und Regisseure.
1950 leitete Wasserman das Ende des Studiosystems in Hollywood ein, wonach Schauspieler per Vertrag an bestimmte Studios gebunden sind. Er vermittelte James Stewart für eine 50-prozentige Gewinnbeteiligung an dem Film Winchester ’73 an Universal. Der Film machte enormen Gewinn, Stewart wurde reich und eine Lawine brach los. 1952 war er der erste Agent, der gleichzeitig Fernsehproduzent wurde. Er produzierte u. a. Einsatz in Manhattan und Miami Vice. 1957 kaufte er die Rechte an 700 Paramount-Filmen für 10 Mio. US-Dollar und verkaufte bald darauf deren Fernsehsenderechte für über 30 Mio. US-Dollar. 1962 verschmolz MCA unter Wassermans Federführung mit Universal, musste sich jedoch gleichzeitig von der Schauspieler-Agentur trennen. Sein wichtigster Mitarbeiter in dieser Zeit war der spätere Universal-Leiter Sidney Sheinberg. 1973 wurde Wasserman nach dem Rückzug des Gründers Jules C. Stein zum Chairman und CEO von MCA befördert.
Wasserman war auch ein großer Förderer der politischen Karriere von Ronald Reagan, der in den 1960er Jahren zum Gouverneur von Kalifornien und 1980 zum US-Präsidenten gewählt wurde. Gleichzeitig halten sich Gerüchte über Verbindungen Wassermans zur italoamerikanischen Mafia. In der Amtszeit Reagans wurde eine Bundesuntersuchung über die möglichen Mafiaverbindungen der MCA eingestellt, wobei die Anweisungen dafür „von oben gekommen“ sein sollen.
Er war Mitglied des Exekutivkomitees des Los Angeles Olympic Organizing Committee und somit an der Organisation der Olympischen Sommerspiele 1984 beteiligt.
1990 veräußerte Wasserman MCA an die Matsushita Electric Industrial. Von Matsushita wurde er in den kommenden Jahren zunehmend seiner Kontrolle über MCA beraubt. 1995 verkaufte der Konzern MCA an Seagram, die das Unternehmen dann in Universal Studios umbenannten. Wasserman war dort noch als Berater angestellt, hatte aber auf das Tagesgeschäft praktisch keinen Einfluss mehr.
Am 29. September 1995 erhielt Wasserman die Freiheitsmedaille des Präsidenten (Presidential Medal of Freedom). Im Oktober 2007 wurde Wasserman postum mit einem Stern auf dem Hollywood Walk of Fame geehrt.

## Familie
Aus seiner Ehe mit Edie Wasserman (1916–2011) ging eine Tochter hervor.
Seit 1998 leitet Wassermans Enkel Casey Wasserman (* 1974) die Wasserman Media Group (WMG). Seit dem Tod seines Großvaters leitet er auch die Wasserman Foundation, eine 1952 von Lew Wasserman und seiner Frau gegründeten Wohltätigkeitsorganisation.

## Darstellung in der Kunst
Wasserman wurde von Stewart Bick im Fernsehfilm The Reagans (2003), von David Eisner 2002 in Martin and Lewis und von Michael Stuhlbarg in Hitchcock (2012) dargestellt.